# Птиче (Вознесенський район)
Пти́че —  село в Україні, в Прибузькій сільській громаді Вознесенського району Миколаївської області. Населення становить 79 осіб. До 2017 року орган місцевого самоврядування — Акмечетська сільська рада.